# Tero Föhr
Tero Föhr, född 1 augusti 1980. Finländsk orienterare från Vehkalahden Veikot med ett VM-silver på medeldistans som främsta merit.